# Iván Zamora
Iván Zamora Esquivel (Toluca, Estado de México, 11 de enero de 1996) es un futbolista mexicano, juega de mediocampista y su equipo actual es el Toros Neza F. C. de la Liga de Balompié Mexicano.
Hizo su debut en Copa MX el 19 de julio de 2016 contra Club Tijuana.
Debuta en Primera División en el duelo contra Club Atlas el 6 de agosto de 2017, en el Estadio Nemesio Díez.